# Mittellauf der Bega
Koordinaten: 52° 1′ 17″ N, 8° 50′ 47″ O

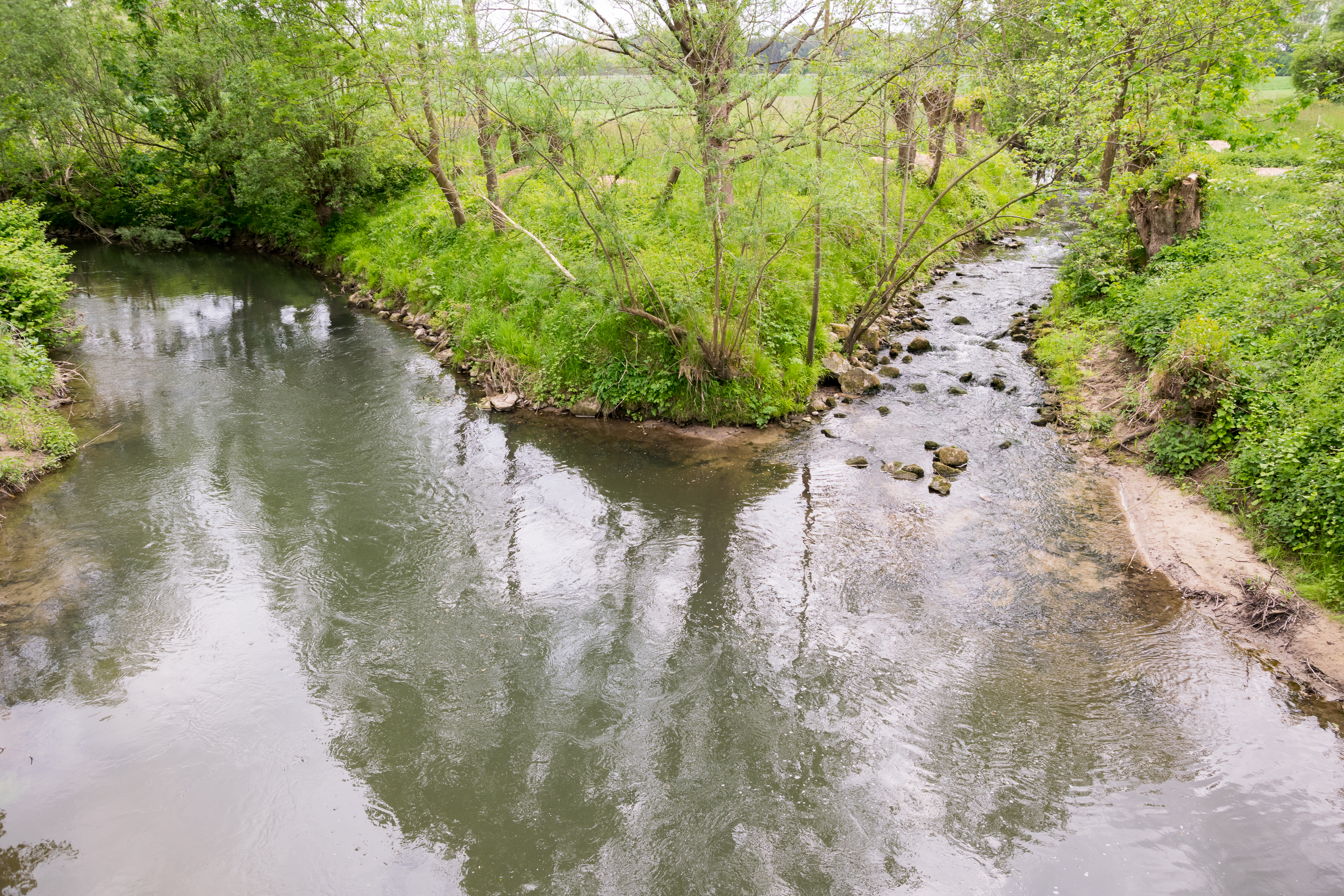
Naturschutzgebiet Mittellauf der Bega (Mai 2015)

Das Naturschutzgebiet Mittellauf der Bega liegt auf dem Gebiet der Stadt Lemgo im Kreis Lippe in Nordrhein-Westfalen.

## Lage
Das Gebiet erstreckt sich westlich der Kernstadt Lemgo entlang des Mittellaufs der Bega, eines rechten Zuflusses der Werre. Am östlichen Rand des Gebietes verläuft die Bundesstraße 238, nördlich des Gebietes die Landesstraße 712 und südlich die Bundesstraße 66. 
Westlich erstreckt sich das rund 29,8 Hektar große Naturschutzgebiet Hardisser Moor. 

## Bedeutung
Das etwa 112,5 Hektar große Gebiet mit der Schlüssel-Nummer LIP-096 steht seit dem Jahr 2009 unter Naturschutz. Schutzziel ist die Erhaltung und Optimierung eines großflächigen Niedermoorgebietes mit naturnahen Vegetationsstrukturen.